# Prefettura di Moyen-Mono
La prefettura di Moyen-Mono è una prefettura del Togo situato nella regione degli Altopiani con 77.286 abitanti al censimento 2010. Il capoluogo è la città di Tohoun.